# Garrettsville

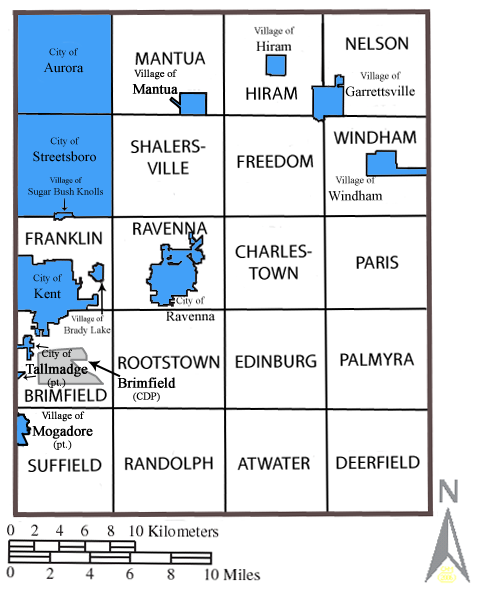
Lage von Garrettsville im Portage County: Im Nordosten des Countys überschneidet das Gemeindegebiet (blau eingezeichnet) die Grenzen dreier Townships

Garrettsville ist ein Village im Portage County, Ohio, Vereinigte Staaten. Bei der Volkszählung 2000 hatte der Ort 2.262 Einwohner, für den 1. Juli 2006 ging das US-amerikanische Volkszählungsbüro von 2.203 Einwohnern aus. Garrettsville gehört zur Akron-Metropolregion.

## Geschichte
Garrettsville bildete sich als eigene Gemeinde grenzüberschreitend auf Teilen der Gebiete der Townships Hiram Township, Freedom Township und Nelson Township (Portage County, Ohio). Diese Townships waren als Teile der Connecticut Western Reserve vermessen worden.
Oberst John Garrett III kaufte 1803 rund 1,2 Quadratkilometer Land im Nelson Township, in dem sich heute der größte Grundanteil von Garrettsville befindet. Die Kosten dafür beliefen sich auf 1.313 Dollar. 1803 war auch das Jahr, in dem Ohio der 17. Bundesstaat der USA wurde. Im Juli des folgenden Jahres bezog der Oberst mit seiner Familie und zwei Freunden das Land. Diese Siedler beschlossen das Wasser des Silver Creek zu nutzen, um eine Säge und eine Getreidemühle zu errichten. Im Januar 1806 wurden diese fertiggestellt. John Garrett konnte die Fertigstellung gerade noch erleben, starb jedoch noch im gleichen Monat.
1806 wurde auch die Straße von Cleveland nach Pittsburgh gebaut, die an der Mühle vorbeiführte. Das erleichterte den Transport des Mahlgutes und des Mehls enorm, so dass die Mühle viele Aufträge von den Pionieren erhielt, die in dieser Zeit gerade ihre Farmen in dieser Gegend aufbauten. Zuvor hatten diese Farmer ihr Getreide in kleineren, familieneigenen Mühlen mahlen müssen, die oft aus Wassermangel oder anderen Gründen nicht richtig funktionierten. Nun mussten sie nur Wege bis zur Straße Cleveland-Pittsburgh anlegen und konnten dann die Mühle in Garrettsville leicht erreichen. Aus einem Umkreis von über 30 Kilometern wurde das Getreide in der Mühle der Garretts gemahlen.
1864 hatten sich in der Umgebung der Mühle schon so viele Bürger angesiedelt, dass man darangehen konnte, eine eigenständige Gemeinde zu errichten. Dies geschah offiziell am 1. September 1864 und Garrettsville wurde ein Village.

## Wirtschaft
Zu Beginn des 20. Jahrhunderts war Garrettsville der weltweit größte Produzent von Ahornsirup. Hauptverantwortlich für diesen Erfolg war die Fabrik von Arthur Crane in der Windham Street, in der der Sirup abgefüllt und verschickt wurde. Mit dazu beigetragen hat aber auch die Lage der Gemeinde inmitten des Städtedreiecks Akron-Cleveland-Youngstown, wo in einem Umkreis von nur 60 Kilometern rund ein Drittel der Bevölkerung Ohios lebt. Dazu kommt die für diesen Teil der ehemaligen Connecticut Western Reserve charakteristische Landschaft, mit ihren von Ahornbäumen bestandenen Hügeln und Ebenen, die eine gute Grundlage für die Landwirtschaft abgeben.

## Söhne und Töchter der Stadt
- Hart Crane (1899–1932), US-amerikanischer Dichter
- Jeff Richmond (* 1961), US-amerikanischer Komponist